# Comostola ovifera
Comostola ovifera är en fjärilsart som beskrevs av W. Warren 1893. Comostola ovifera ingår i släktet Comostola och familjen mätare. Inga underarter finns listade i Catalogue of Life.